# Mataguži
Mataguži este un oraș din municipiul Podgorica, Muntenegru. Conform datelor de la recensământul din 2003, orașul are 1299 de locuitori (la recensământul din 1991 erau 1014 de locuitori).

## Demografie
În orașul Mataguži locuiesc 974 de persoane adulte, iar vârsta medie a populației este de 37,1 de ani (35,6 la bărbați și 38,8 la femei). În localitate sunt 330 de gospodării, iar numărul mediu de membri în gospodărie este de 3,93.
Populația localității este foarte eterogenă.
|  |

| Demografie | Demografie | Demografie |
| An         | Locuitori  | Locuitori  |
| ---------- | ---------- | ---------- |
|            |            |            |
|            |            |            |
|            |            |            |
|            |            |            |
| 1948       | 960        |            |
| 1953       | 914        |            |
| 1961       | 962        |            |
| 1971       | 973        |            |
| 1981       | 1132       |            |
| 1991       | 1014       | 1005       |
| 2003       | 1352       | 1299       |

| \| Componența etnică conform recensământului din 2003[2] \| Componența etnică conform recensământului din 2003[2] \| Componența etnică conform recensământului din 2003[2] \| Componența etnică conform recensământului din 2003[2] \| Componența etnică conform recensământului din 2003[2] \| \| ----------------------------------------------------- \| ----------------------------------------------------- \| ----------------------------------------------------- \| ----------------------------------------------------- \| ----------------------------------------------------- \| \| \| \| \| \| \| \| Muntenegreni \| Muntenegreni \| \| 767 \| 59,04% \| \| Sârbi \| Sârbi \| \| 478 \| 36,79% \| \| Macedoneni \| Macedoneni \| \| 6 \| 0,46% \| \| Albanezi \| Albanezi \| \| 6 \| 0,46% \| \| Croați \| Croați \| \| 3 \| 0,23% \| \| Iugoslavi \| Iugoslavi \| \| 1 \| 0,07% \| \| necunoscută \| necunoscută \| \| 5 \| 0,38% \| |              |  |     |        |
| Componența etnică conform recensământului din 2003 |              |  |     |        |
| |              |  |     |        |
| Muntenegreni | Muntenegreni |  | 767 | 59,04% |
| Sârbi | Sârbi        |  | 478 | 36,79% |
| Macedoneni | Macedoneni   |  | 6   | 0,46%  |
| Albanezi | Albanezi     |  | 6   | 0,46%  |
| Croați | Croați       |  | 3   | 0,23%  |
| Iugoslavi | Iugoslavi    |  | 1   | 0,07%  |
| necunoscută | necunoscută  |  | 5   | 0,38%  |

## Literatura
Grupa autora: Istorija crne Gore , knjiga 2, tom 2 – Titograd, 1970.